# Молитвенная шишка

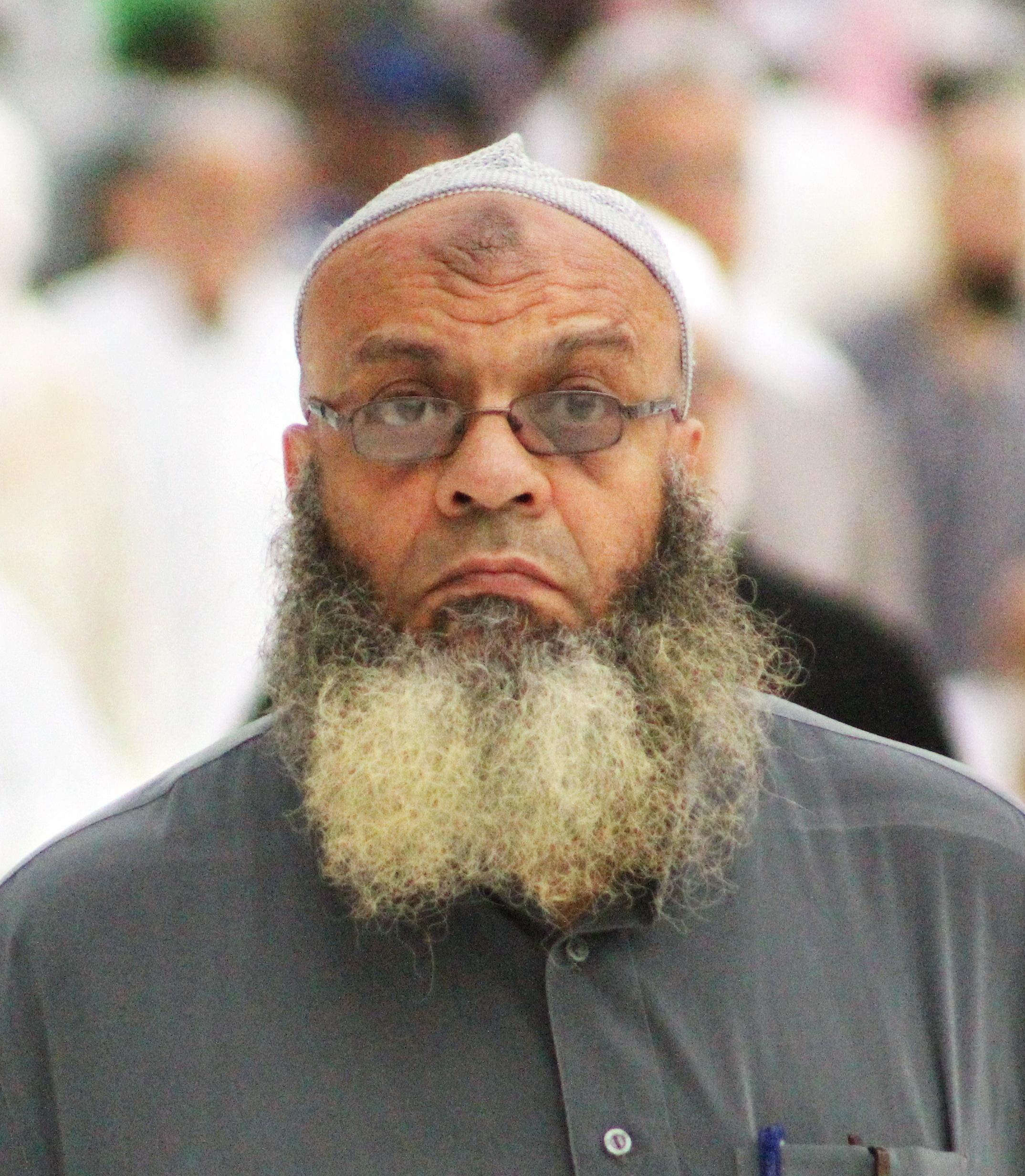
Мужчина с молитвенной шишкой

Молитвенная шишка или молитвенный шрам, также известный как «забиба» (араб. زبيبة; «изюминка») — это отметина на лбу мусульманина, появляющаяся из-за трения, произведённого от контакта лба с молитвенным ковриком. Ислам требует, чтобы его сторонники молились пять раз в день. Во время молитвы принято стоять на коленях на молитвенном коврике и касаться лбом земли. От длительных молитвенных упражнений может развиться молитвенный шрам. Некоторые мусульмане убеждены, что наличие молитвенного шрама — признак особого религиозного усердия и благочестия. Некоторые мусульмане также полагают, что в «судный день» молитвенная шишка будет испускать нестерпимо яркий свет.
Молитвенная шишка может приводить к депигментации кожи, вызванной длительным давлением и разрастанием костной мозоли. В крайних случаях костная мозоль может стать настолько плотной, что действительно образовывает нарост, который хорошо различим. Молитвенная шишка также может появиться из-за частых молитв на твёрдых поверхностях, таких как каменные полы.